# Jorge Eliécer Pardo
Jorge Eliécer Pardo Rodríguez (30 de enero de 1950, Líbano, Tolima) es un escritor, periodista y docente universitario colombiano.

## Biografía
Obtuvo su doctorado en Literatura en la Universidad Javeriana, y completó estudios de español e inglés en la Universidad del Tolima. También se especializó en Administración Pública en la Escuela Superior de Administración Pública. 
Ha contribuido a diversos medios de comunicación como la crítica cultural. Fundó y codirigió varias revistas y organizaciones como las Revistas de arte y literatura Pijao, Gato encerrado, la Unión Nacional de Escritores de Colombia (U.N.E), Biblioteca de Autores Tolimenses y Colombianos de Pijao Editores. También ha desempeñado roles como documentalista para la televisión pública colombiana en programas como Babelia y Página en blanco.
En el ámbito literario, ha sido premiado con reconocimientos y premios como el Premio Nacional de Literatura de Colombia o el Premio de novela José Eustasio Rivera. Su obra literaria se centra en la memoria histórica de Colombia, e incluye relatos, novelas y ensayos.

## Publicaciones
Novelas:
- El jardín de las Weismann (1979) - Nueve ediciones, traducida al francés por Jacques Gilard.
- Irene (1986) - Ocho ediciones, traducida al inglés.
- Seis hombres una mujer (1992) - Tres ediciones.
- El pianista que llegó de Hamburgo (2012) - Cuatro ediciones.
- La baronesa del circo Atayde (2015)
- Trashumantes de la guerra perdida (2017) - Dos ediciones.
- La última tarde del Caudillo (2018)

Libros de Cuentos:
- Las primeras palabras (1973) - Coautoría con Carlos Orlando Pardo.
- La octava puerta (1985) - Tres ediciones.
- Las pequeñas batallas (1997) - Dos ediciones.
- Transeúntes del siglo XX (2007) - Dos ediciones.
- Los velos de la memoria (2014) - Seis ediciones.
- Cuentos —Antología personal— (2014)
- Les voiles de la mémoire (2016) - Traducido al francés por Jean-Pierre Dezaire.

Libro de Poemas:
- Entre calles y aromas (1985) - Premio Nacional de Poesía.

Otros:
- El oficio literario (2022)